# Sci alpino agli VIII Giochi olimpici invernali - Slalom gigante maschile
La competizione dello slalom gigante maschile di sci alpino agli VIII Giochi olimpici invernali si è svolta il giorno 21 febbraio 1960 sullo pista KT-22 a Squaw Valley.

## Classifica
| Pos.    | Atleta                | Paese         | Tempo  |
| ------- | --------------------- | ------------- | ------ |
| Oro     | Roger Staub           | Svizzera      | 1'48"3 |
| Argento | Josef Stiegler        | Austria       | 1'48"7 |
| Bronzo  | Ernst Hinterseer      | Austria       | 1'49"1 |
| 4       | Thomas Corcoran       | Stati Uniti   | 1'49"7 |
| 5       | Bruno Alberti         | Italia        | 1'50"1 |
| 6       | Guy Périllat          | Francia       | 1'50"7 |
| 7       | Karl Schranz          | Austria       | 1'50"8 |
| 8       | Paride Milianti       | Italia        | 1'50"9 |
| 9       | Charles Bozon         | Francia       | 1'51"0 |
| 10      | Adrien Duvillard      | Francia       | 1'51"1 |
| 11      | François Bonlieu      | Francia       | 1'51"2 |
| 12      | Andreas Molterer      | Austria       | 1'51"6 |
| 13      | Hanspeter Lanig       | Germania      | 1'51"9 |
| 14      | Dave Gorsuch          | Stati Uniti   | 1'52"3 |
| 15      | Fritz Wagnerberger    | Germania      | 1'52"5 |
| 16      | Jim Barrier           | Stati Uniti   | 1'52"7 |
| 17      | Carlo Senoner         | Italia        | 1'53"1 |
| 18      | Ludwig Leitner        | Germania      | 1'53"6 |
| 19      | Italo Pedroncelli     | Italia        | 1'53"8 |
| 20      | Willi Forrer          | Svizzera      | 1'53"9 |
| 21      | Max Marolt            | Stati Uniti   | 1'54"9 |
| 22      | Fredy Brupbacher      | Svizzera      | 1'55"0 |
| 23      | Chiharu Igaya         | Giappone      | 1'55"8 |
| 24      | Verne Anderson        | Canada        | 1'56"1 |
| 25      | Nando Pajarola        | Svizzera      | 1'56"2 |
| 26      | Jean-Guy Brunet       | Canada        | 1'57"7 |
| 27      | Eysteinn Þórðarson    | Islanda       | 1'59"1 |
| 28      | Fred Tommy            | Canada        | 2'00"1 |
| 29      | Georgi Varoshkin      | Bulgaria      | 2'01"0 |
| 30      | Georgi Dimitrov       | Bulgaria      | 2'02"9 |
| 31      | Jean Lessard          | Canada        | 2'04"7 |
| 32      | Osvaldo Ancinas       | Argentina     | 2'05"1 |
| 33      | Masayoshi Mitani      | Giappone      | 2'05"6 |
| 34      | Kristinn Benediktsson | Islanda       | 2'06"1 |
| 35      | Osamu Tada            | Giappone      | 2'06"5 |
| 36      | Mario Vera            | Cile          | 2'06"8 |
| 37      | Aleksandăr Šalamanov  | Bulgaria      | 2'07"0 |
| 38      | Vicente Vera          | Cile          | 2'07"7 |
| 39      | Silvan Kindle         | Liechtenstein | 2'08"9 |
| 40      | Hermann Kindle        | Liechtenstein | 2'11"7 |
| 41      | Bill Day              | Australia     | 2'12"2 |
| 42      | Luis Arias            | Spagna        | 2'13"2 |
| 43      | Adolf Fehr            | Liechtenstein | 2'13"3 |
| 44      | Takashi Takeda        | Giappone      | 2'13"4 |
| 45      | Luis Sánchez          | Spagna        | 2'13"6 |
| 46      | Francisco Cortes      | Cile          | 2'14"3 |
| 47      | Manuel García-Moran   | Spagna        | 2'14"8 |
| 48      | John Oakes            | Gran Bretagna | 2'16"3 |
| 49      | Nazih Geagea          | Libano        | 2'20"3 |
| 50      | Geoff Pitchford       | Gran Bretagna | 2'20"4 |
| 51      | Oddvar Rønnestad      | Norvegia      | 2'23"3 |
| 51      | William Hunt          | Nuova Zelanda | 2'23"3 |
| 53      | Robert Skepper        | Gran Bretagna | 2'26"2 |
| 54      | Zeki Şamiloğlu        | Turchia       | 2'26"3 |
| 55      | Diego Schweizer       | Argentina     | 2'28"0 |
| 56      | Hernán Boher          | Cile          | 2'28"5 |
| 57      | Ibrahim Geagea        | Libano        | 2'29"1 |
| 58      | Samuel Chaffey        | Nuova Zelanda | 2'32"3 |
| -       | Willy Bogner          | Germania      | Squal. |
| -       | Peter Brockhoff       | Australia     | Squal. |
| -       | Muzaffer Demirhan     | Turchia       | Squal. |
| -       | Jóhann Vilbergsson    | Islanda       | Squal. |
| -       | Charlach Mackintosh   | Gran Bretagna | Squal. |
| -       | Im Gyeong-Sun         | Corea del Sud | Squal. |
| -       | Clemente Tellechea    | Argentina     | Squal. |